# Siamosaurus
A Siamosaurus (nevének jelentése 'sziámi gyík') a theropoda dinoszauruszok egyik neme, amely a kora kréta korban a mai  Thaiföld területén élt. Az állat pontos mérete ismeretlen, de a hossza feltehetően elérte a 9,1 métert. Típusfajáról, a Siamosaurus suteethorniról Eric Buffetaut és Rucha Ingavat készített leírást 1986-ban. Nagyon kevés információ áll rendelkezésre erről a kréta időszaki húsevőről, de a fogak, amelyek alapján ismertté vált, nagyon hasonlítanak a Spinosaurus fogaira, így feltételezhető, hogy halevő volt.

## Élőhely
Romain Amiot és kollégái 2010-es publikációjukban úgy találták, hogy a spinosaurida csontok oxigénizotóp arányai félig vízi életmódot jeleznek. A spinosauridák közé tartozó Baryonyx, Irritator, Siamosaurus és Spinosaurus fogainak izotóp arányait összehasonlították a kortárs theropodák, teknősök és krokodilok izotopikus összetevőivel. A tanulmány úgy találta, hogy a theropodák között a spinosaurida izotóp arányok közelebb álltak a teknősökéhez és a krokodilokéhoz. A Siamosaurus példányok arányai tértek el a leginkább az egyéb theropodákétól, és a Spinosaurus arányai tértek el a legkevésbé. A szerzők megállapították, hogy a spinosauridák a modern krokodilokhoz és vízilovakhoz hasonlóan a napjuk nagy részét vízben töltötték.
A szerzők emellett kijelentették, hogy a félig vízi és halevő életmód magyarázattal szolgál arra, hogyan élhettek együtt a spinosauridák a többi nagytestű theropodával; a más zsákmányra vadászó, és más élőhelyen élő különféle theropodáknak nem kellett közvetlenül versengeniük egymással.

## Fordítás
Ez a szócikk részben vagy egészben a Siamosaurus című angol Wikipédia-szócikk ezen változatának fordításán alapul.  Az eredeti cikk szerkesztőit annak laptörténete sorolja fel. Ez a jelzés csupán a megfogalmazás eredetét és a szerzői jogokat jelzi, nem szolgál a cikkben szereplő információk forrásmegjelöléseként.